# Dolar (jednostka miary)
Dolar – jednostka miary reaktywności reaktora jądrowego. Reaktywność wyrażona w dolarach używana w teorii zachowania się reaktora jądrowego ma przedstawiać stan i zmiany reaktywności reaktora niezależnie od rodzaju i stanu paliwa jądrowego, uwzględniając zjawisko neutronów opóźnionych.
Każde rozszczepienie jądrowe wytwarza kilka neutronów, które mogą zostać zaabsorbowane, uciec z reaktora lub przejść dalej, by wywołać więcej reakcji w reakcji łańcuchowej. Kiedy średnio jeden neutron z każdego rozszczepienia powoduje kolejne rozszczepienie, reaktor jest zaledwie krytyczny, a reakcja łańcuchowa zachodzi ze stałą i teoretycznie dowolną szybkością. Podstawowym parametrem opisującym to zjawisko jest współczynnik powielania neutronów {\displaystyle (k),} zdefiniowany jako zmiana liczby neutronów między kolejnymi pokoleniami, oraz obliczany z niego współczynnik reaktywności reaktora
{\displaystyle k={\frac {n_{i+1}}{n_{i}}}},
{\displaystyle \varrho ={\frac {k_{ef}-1}{k_{ef}}}.}
Do obliczania współczynnika powielania neutronów opracowano różne formuły w tym wzór czteroczynnikowy i wzór sześcioczynnikowy. Takie opisanie przebiegu reakcji w stanie statycznym jest wystarczające, ale gdy zmieniana jest analizowana zmiana szybkości przebiegu reakcji, trzeba uwzględnić to, że niewielka część neutronów powstających po rozszczepieniu jądra atomowego jest emitowana z opóźnieniem. W celu opisania czasu opóźnienia neutronów wprowadza się współczynnik opóźnienia neutronów {\displaystyle (\beta )} i współczynnik DNF.

## Współczynnik opóźnienia
Współczynnik neutronów opóźnionych
{\displaystyle \beta ={\frac {\mbox{liczba atomów prekursorów}}{{\mbox{liczba neutronów natychmiastowych}}+{\mbox{liczba atomów prekursorów}}}}.}
Wartość współczynnika {\displaystyle \beta } jest zależna głównie od izotopu, który ulega rozszczepieniu, w mniejszym od energii neutronu wywołującego rozszczepienie i może być wyznaczony na podstawie analizy produktów rozpadu. Dla uranu 235 (235U) rozszczepianego neutronami termicznymi wynosi 0,0065, dla 238U rozszczepianych neutronami szybkimi 0,0157, dla plutonu 239Pu 0,00200. Współczynnik neutronów opóźnionych rdzenia reaktora jest obliczany jako suma iloczynów współczynnika {\displaystyle \beta } i udziału rozszczepień dla izotopów ulegających rozszczepieniu.
W stanie ustalonym łańcuchowej reakcji rozszczepiania w reaktorze liczba neutronów opóźnionych jest równa wynikającej ze współczynnika opóźnienia, jeżeli liczba rozszczepień w jednostce czasu zmienia się, to liczba neutronów opóźnionych zmienia się, ale z opóźnieniem. Oznacza to że reaktywność reaktora opóźnia się, a opóźnienie to jest zależne od udziału neutronów opóźnionych w ogólnej liczbie neutronów.
By uwzględnić wpływ neutronów opóźnionych na kinetykę reaktora, wprowadzono reaktywność z uwzględnieniem neutronów opóźnionych wg:
{\displaystyle {\text{[dolar]}}={\frac {\varrho }{\beta }}.}
W skali tej:
- dolar = 0 odpowiada wartości zero reaktywności, czyli krytyczności reaktora dla wszystkich neutronów, odpowiada to stanowi krytycznemu reaktora w stanie ustalonym,
- dolar = 1 odpowiada sytuacji, w której reaktor jest w stanie krytycznym bez uwzględnienia neutronów opóźnionych. Oznacza, to że reaktor doprowadzony do takiej reaktywności zwiększyłby natychmiast moc do nieskończoności.

Dolar jest dużą jednostką w praktyce określa się zmiany w centach będących jedną setną dolara. Określanie reaktywności w dolarach jest wygodne, ponieważ wartość reaktywności w dolarach zasadniczo wytwarza taką samą szybkość strumienia neutronów i wzrost mocy dla reaktorów zawierających paliwa rozszczepialne 233U, 235U i 239Pu.